# Cavá
Cavá (en catalán y oficialmente Cava) es un municipio español de la provincia de Lérida situado en la comarca catalana del Alto Urgel. 

## Historia
En 1277 aparece documentado el castillo de Cavá como perteneciente al condado de Cerdaña. A principios del siglo XVII pertenecía a Josep Brera. En 1787 consta como perteneciente a la corona Aragonesa.

## Geografía humana

### Demografía
Cuenta con una población de 39 habitantes (INE 2024).
| Gráfica de evolución demográfica de Cava entre 1842 y 2021 |
| |
| Población de derecho según los censos de población del INE Población de hecho según los censos de población del INEEn estos censos se denominaba Cabá: 1842 En estos censos se denominaba Cavá: 1857, 1860, 1877, 1887, 1897, 1900, 1910, 1920, 1930, 1940, 1950, 1960, 1970 y 1981 Entre el censo de 1857 y el anterior, crece el término del municipio porque incorpora a 255022 (Ansobell), 255303 (Querforadat) |

Tiene una población de 55 habitantes (INE 2008). Incluye desde mediados del siglo XIX los núcleos de Ansobell (capital del municipio) y de El Querforadat.

## Cultura
Del castillo tan sólo quedan algunos restos de los muros.
En Ansobell se encuentra la antigua iglesia parroquial dedicada a San Martín. Es románica del siglo XII, de nave única con ábside semicircular. Aparece citada por primera vez en el acta de consagración de la catedral de Urgel como Nousuvell.
En Sant Cristòfol de Vinyoles se encuentra otra iglesia románica, documentada en 1085, y que parece ser perteneció a un castillo. Es de nave única con ábside en semicírculo. Su portalada presenta tres archivoltas y tiene adosado un campanario.
En la sierra de Can Pubill se encuentran los restos del antiguo castillo de Miralles. Documentado ya en 1077, pertenecía a los condes de Cerdaña. En el siglo XIII servía como atalaya de observación gracias a su posición elevada.
Ansobell celebra su fiesta mayor en el mes de noviembre. En Querforadat las celebraciones tienen lugar en el mes de agosto. Cavá no celebra fiestas.

## Economía
La principal actividad económica es la ganadería, destacando el ganado bovino. Los terrenos agrícolas están destinados principalmente a pasto.

## Otros lugares de interés del término
Además de los núcleos de población de Ansobell, al oeste de Cavá, al otro lado del valle del río Napel, y de El Querforadat, al este de Cavá, al otro lado del Tossal de Quer, en el término se encuentran el santuario de Santa María del Boscal, al sur de Ansobell, a 1475 m, el vecindario de Can Pubill (1440 m), despoblado, entre Cavá y el Tossal de Quer, el no localizado castell de Miralles y la iglesia de Sant Cristòfol de Vinyoles, aguas abajo de Cavá, llamada de Vinyoles por la masía que la acompaña.